# DeWitt Coleman
DeWitt Coleman jr. (New York, 29 ottobre 1892 – Vittorio Veneto, 27 ottobre 1918) è stato un aviatore e militare statunitense.
Fu l'unico aviatore straniero ad essere stato decorato con la medaglia d'oro al valor militare a seguito delle azioni nel corso della prima guerra mondiale, e tra i pochi stranieri in assoluto a ricevere la massima onorificenza militare italiana. Viene spesso indicato come "Coleman DeWitt", invertendo nome e cognome.

## Biografia
Negli Stati Uniti si occupava di mercato immobiliare, ma con l'entrata in guerra del proprio Paese decise di arruolarsi come volontario nella Sezione aviatori del Genio. Dopo il corso di addestramento, fu inviato dapprima in Inghilterra, successivamente in Francia e infine in Italia presso il campo scuola di Foggia. In Puglia conseguì il brevetto di pilota militare, divenendo in breve tempo istruttore e capo pilota.
Fu poi nominato tenente e nel mese di aprile 1918 venne inviato in Veneto sul fronte italiano dove, alla guida di un Caproni Ca.44 della 6ª Squadriglia, partecipò a numerosi azioni di bombardamento aereo.
Nel corso della Battaglia di Vittorio Veneto, il 27 ottobre 1918, fu attaccato da cinque caccia nemici. Anziché atterrare, decise di sostenere la battaglia contro gli aerei rivali. Riuscì ad abbatterne due, ma venne poi colpito e precipitò con il proprio aereo in fiamme.